# Selección de fútbol sub-21 de la Unión Soviética
La selección de fútbol sub-21 de la Unión Soviética fue la sub-21 de fútbol de la Unión Soviética. Antes de 1978 se conocía como equipo sub-23. Dejó de existir con la desintegración de la Unión.
Tras el reajuste de las competiciones juveniles de la UEFA en 1976, se formó el equipo sub-21 de la URSS. El equipo tenía un buen récord, ganando la competencia dos veces, llegando a los últimos cuatro una vez, pero no clasificando para los últimos ocho en cinco ocasiones.
Después de la disolución de la URSS (el 26 de diciembre de 1991), la selección absoluta jugó sus partidos restantes, que fueron la final de la Euro 92 . Debido a que los sub-21 de la URSS, el 26 de diciembre, ya no se habían clasificado para su versión de la Eurocopa Sub-21 de 1992, los antiguos estados soviéticos no volvieron a jugar como equipo combinado en el nivel sub-21.
De los antiguos estados soviéticos, solo Rusia participó en la competencia 1992-1994. Un total de 15 ex estados soviéticos juegan hoy al fútbol internacional; 11 en Europa bajo la UEFA, 4 en Asia bajo la AFC.
Dado que las reglas de la competencia sub-21 insisten en que los jugadores deben tener 21 años o menos al comienzo de una competencia de dos años, técnicamente es una competencia sub-23. También se muestra el récord incomparable de la URSS en las competiciones sub-23.

## Participaciones

### Eurocopa Sub-21
- 1978: No clasificó
- 1980:
- 1982: Cuartos de final
- 1984: No clasificó
- 1986: No clasificó
- 1988: No clasificó
- 1990:
- 1992: No clasificó

## Jugadores

### Equipo actual
Plantilla convocada para los partidos de la Eurocopa Sub-21 de 1990.
Entrenador: Vladimir Radionov
| N.º | Pos.           | Jugador              | Fecha de nacimiento (edad)         | Pdos. | Club                            |
| --- | -------------- | -------------------- | ---------------------------------- | ----- | ------------------------------- |
|     | Portero        | Andriy Kovtun        | 28 de febrero de 1968 (23 años)    | 6     | Shakhtar Donetsk/Dinamo Kiev    |
|     | Portero        | Dmitri Jarin         | 16 de agosto de 1968 (23 años)     | 10    | Dynamo Moscú/CSKA Moscú         |
|     | Portero        | Mikhail Yeremin      | 17 de junio de 1968 (23 años)      | 2     | CSKA Moscú*                     |
|     | Defensa        | Dmitriy Chugunov     | 9 de junio de 1968 (23 años)       | 6     | Shinnik Yaroslavl/Torpedo Moscú |
|     | Defensa        | Andriy Bal           | 16 de enero de 1958 (33 años)      | 8     | Maccabi Tel Aviv/Bnei Yehuda    |
|     | Defensa        | Vadim Rogovskoi      | 6 de febrero de 1962 (29 años)     | 1     | Torpedo Moscú                   |
|     | Defensa        | Andriy Sydelnykov    | 27 de septiembre de 1967 (24 años) | 6     | Dnipro Dnipropetrovsk           |
|     | Defensa        | Andrei Chernyshov    | 7 de enero de 1968 (23 años)       | 5     | Dynamo Moscú                    |
|     | Defensa        | Oleg Luzhniy         | 5 de agosto de 1968 (23 años)      | 4     | Dinamo de Kiev                  |
|     | Defensa        | Ravil Sabitov        | 8 de marzo de 1968 (23 años)       | 4     | Lokomotiv Moscú                 |
|     | Defensa        | Serhiy Zayets        | 18 de agosto de 1969 (22 años)     | 3     | Dinamo de Kiev                  |
|     | Defensa        | Boris Pozdnyakov     | 31 de mayo de 1962 (29 años)       | 2     | Spartak de Moscú                |
|     | Defensa        | Andrei Solovtsov     | 17 de octubre de 1967 (24 años)    | 2     | Lokomotiv Moscú                 |
|     | Defensa        | Mikhail Solovyov     | 23 de diciembre de 1968 (23 años)  | 2     | Torpedo Moscú                   |
|     | Defensa        | Gennadi Nagornykh    | 20 de mayo de 1968 (23 años)       | 1     | Rostselmash Rostov              |
|     | Defensa        | Gela Ketashvili      | 27 de septiembre de 1965 (26 años) | 1     | Guria Lanchkhuti                |
|     | Defensa        | Kakhaber Tskhadadze  | 7 de septiembre de 1968 (23 años)  | 5     | Dinamo Tbilisi                  |
|     | Centrocampista | Ígor Shalímov        | 2 de febrero de 1969 (22 años)     | 11    | Spartak de Moscú                |
|     | Centrocampista | Serhiy Shmatovalenko | 20 de enero de 1967 (24 años)      | 11    | Dinamo de Kiev                  |
|     | Centrocampista | Andrei Kobelev       | 22 de octubre de 1968 (23 años)    | 10    | Dynamo Moscú                    |
|     | Centrocampista | Andréi Kanchelskis   | 23 de enero de 1969 (22 años)      | 8     | Shakhtar Donetsk                |
|     | Centrocampista | Aleksandr Mostovói   | 22 de agosto de 1968 (23 años)     | 7     | Spartak de Moscú                |
|     | Centrocampista | Andrei Pyatnitskiy   | 27 de septiembre de 1967 (24 años) | 6     | Pakhtakor Tashkent              |
|     | Centrocampista | Yevgeniy Smertin     | 17 de enero de 1969 (22 años)      | 4     | Dynamo Moscú                    |
|     | Centrocampista | Ígor Dobrovolski     | 27 de agosto de 1967 (24 años)     | 2     | CD Castellón                    |
|     | Centrocampista | Zaza Revishvili      | 23 de mayo de 1968 (23 años)       | 2     | Dinamo Tbilisi                  |
|     | Centrocampista | Gia Dzhishkariani    | 30 de noviembre de 1967 (24 años)  | 1     | Dinamo Tbilisi                  |
|     | Centrocampista | Serhiy Pohodin       | 29 de abril de 1968 (23 años)      | 1     | Shakhtar Donetsk                |
|     | Delantero      | Ígor Kolyvánov       | 6 de marzo de 1968 (23 años)       | 11    | Dynamo Moscú                    |
|     | Delantero      | Serguéi Kiriakov     | 1 de enero de 1970 (21 años)       | 6     | Dynamo Moscú                    |
|     | Delantero      | Nikolai Pisarev      | 23 de noviembre de 1968 (23 años)  | 2     | FC Winterthur                   |
|     | Delantero      | Oleg Salenko         | 25 de octubre de 1969 (22 años)    | 1     | Dinamo de Kiev                  |
|     | Delantero      | Serguéi Yurán        | 11 de junio de 1969 (22 años)      | 1     | Dinamo de Kiev                  |

Notas:
- Todos los datos hasta el 31 de diciembre de 1991.
- Mikhail Yeremin murió el 30 de junio de 1991 a causa de las heridas que sufrió en un accidente automovilístico el 23 de junio, menos de una semana después de su cumpleaños.
- Rogovskoi se mudó a Polonia (Zagłębie Lubin), Sydelnykov - Alemania (SG Wattenscheid 09), Pozdnyakov - Austria (FC Linz), Tskhadadze - Suecia (GIF Sundsvall), Shalimov - Italia (US Foggia), Kanchelskis - Inglaterra (Manchester United FC), Pyatnitskiy - Rusia (Spartak de Moscú), Mostovoi - Portugal (SL Benfica), Dobrovolskiy - Suiza (Servette FC), Kolyvanov - Italia (US Foggia), Yuran - Portugal (SL Benfica).